# Burg Restorf
Die Burg Restorf war eine mittelalterliche Niederungsburg vom Typus einer Turmhügelburg (Motte) in Restorf in Niedersachsen. Es handelt sich um einen Burgstall, da sich keine oberirdisch sichtbaren Reste von der Anlage erhalten haben.
Die Mottenanlage lag auf einem leichten Plateau, das etwa 2 Meter aus der Niederung des Restorfer Sees aufsteigt und auf dem auch die evangelische Kirche St. Johannis liegt. Der Hügel, auf dem der Burgturm stand, hat eine Fläche von 20 × 15 Meter. Bei Probegrabungen fand sich eine Brandschicht mit Keramikscherben aus dem 12. und 13. Jahrhundert. Darüber haben sich Bodenschichten abgelagert, die sich durch Überschwemmungen der Elbe gebildet haben.
Bei der Burg könnte es sich um den Stammsitz der Herren von Restorff handeln. Diese sind seit 1227 urkundlich belegt, saßen damals aber schon in Mecklenburg. Möglicherweise war die Anlage schon zu diesem Zeitpunkt aufgegeben. Definitiv nicht mehr bestanden hat sie im Jahr 1455, da sie damals in einer Urkunde zur Belehnung von Restorf nicht mehr erwähnt wird.